# Кантораль, Итати
Итати́ Кантора́ль Зу́кки (исп. Itatí Cantoral Zucchi; 13 мая 1975, Мехико, Мексика) — мексиканская актриса.

## Биография
Итати Кантораль Зукки родилась 13 мая 1975 года в Мехико (Мексика) в семье музыканта Роберто Кантораля (1935—2010) и актрисы Итати Зукки. У Итати есть брат — музыкант Хосе Кантораль.
Итати дебютировала в кино в 1986 году, сыграв роль в телесериале «Сеть». Всего Кантораль сыграла в 33-х фильмах и телесериалах. Также является продюсером.
В 1999—2004 года Итати была замужем за актёром Эдуардо Сантамарина (род.1968). В этом браке Кантораль родила сыновей-близнецов — Хосе Эдуардо Сантамарина и Роберто Мигель Сантамарина (род.2001).
С 31 июля 2008 года Итати замужем во второй раз за продюсером Карлосом Альберто Крузом. В этом браке Кантораль родила своего третьего ребёнка — дочь Марию Итати Круз (род.09.10.2008).

## Фильмография
- 2016 - Принцесса: Правдивая история - Princesa, una historia verdadera .... Алехандра
- 2016 - Чема - El Chema .... Бланка
- 2015 - Ловушки любви - Amores con trampa .... Исабель
- 2015 - Кто убил Патрисию Солер? - ¿Quién mató a Patricia Soler?.... Сара Фернандес "Исабель"
- 2014 - Идеальная диктатура - La dictadura perfecta .... Лукреция Ласкурайн
- 2014 - Любовь всей моей жизни - Amor de mis amores .... Элва[2]
- 2013 - Фортуна - Fortuna .... Палома Аларкон / Лорена Альтамирано
- 2011 - Слабый пол - El sexo débil .... Элена Роман
- 2009 - Пока деньги не разлучат нас - Hasta que el dinero nos separe .... Алехандра Альварес дель Кастильо.[3]
- 2009 - Любовь - Amar .... Лиза
- 2008 - Женщины-убийцы - Mujeres asesinas .... Capítulo "Sandra, trepadora".... Сандра Луиса Альвиде Лисама.[4]
- 2008 - Кападокия - Capadocia (2012) HBO Tercera temporada .... Леонор Канту
- 2007 - В последний момент - Tiempo final .... Сильвия
- 2007 - Одна долгая ночь - One Long Night .... Патти
- 2006 - Вдова Бланко - La viuda de Blanco .... Алисия Гуардиола.[5]
- 2006 - No hay derecho joven .... адвокат
- 2006 - Los pajarracos .... Фина
- 2006 - Надоело целовать лягушек - Cansada de besar sapos .... Сесилия
- 2005 - Второй шанс - Una segunda oportunidad
- 2005 - Решения - Decisiones
- 2003 - Раненая душа - El alma herida .... Эухения Гранадос Моралес.[6]
- 2003 - Ya no los hacen como antes .... Перла
- 2003 - Лусия, Лусия - La hija del caníbal
- 2002 - Ва-банк - Vale todo .... Ракель
- 2001 - Рождённый без греха - Sin pecado concebido .... Ракель Вильявисенцио Рохас де Марторель
- 2001 - Подруги и соперницы - Amigas y rivales
- 1999 - Рождественская сказка - Cuento de navidad .... Адриана
- 1999 - Ад в раю - Infierno en el paraíso .... Франческа Паоли Прадо
- 1998 - Что происходит с нами? - ¿Qué nos pasa?
- 1997 - Здоровье, деньги и любовь - Salud, dinero y amor .... Эстрелла Перес
- 1996 - Ты и я - Tú y yo .... Кассандра Сантильяна Альварес
- 1996 - Bonita
- 1995 - Мария из предместья - María la del barrio .... Сорайя Монтенегро
- 1993 - Две женщины, одна судьба - Dos mujeres, un camino .... Грасиэла Торрес Нуньес
- 1992 - Навстречу солнцу - De frente al sol .... Лупита
- 1991-1992 - Девчушки - Muchachitas .... Лусия
- 1991 - Шаловливая мечтательница - La pícara soñadora